# Heavy Horses
Heavy Horses este al 11-lea album de studio al trupei Jethro Tull, lansat pe 10 aprilie 1978. Este considerat al doilea dintr-o trilogie de albume folk-rock realizate de formație, deși influențele de muzică folk sunt prezente pe mai multe discuri Jethro Tull. Albumul a ajuns până pe locul 19 în topul muzical Billboard 200. 

## Tracklist
1. "...And the mouse police never sleeps" (3:11)
2. "Acres wild" (3:22)
3. "No lullaby" (7:54)
4. "Moths" (3:24)
5. "Journeyman" (3:55)
6. "Rover" (4:17)
7. "One brown mouse" (3:21)
8. "Heavy horses" (8:57)
9. "Weathercock" (4:02)

- Toate cântecele au fost scrise de Ian Anderson.

## Componență
- Ian Anderson - voce, flaut, mandolină, chitară acustică, fluiere
- Martin Barre - chitară electrică
- Barriemore Barlow - percuție, baterie
- John Evan - orgă, pian
- David Palmer - claviaturi, aranjamente orchestrale
- John Glascock - chitară bas

cu
- Darryl Way - vioară pe "Acres Wild" și "Heavy Horses"